# Stephen's Sausage Roll
Stephen's Sausage Roll est un jeu vidéo de réflexion publié en 2016 par le développeur indépendant Stephen Lavelle (en). Le but du jeu est de pousser des saucisses sur des grilles afin de les faire cuire, selon un mécanisme comparable à Sokoban.

## Accueil
Le jeu a reçu des critiques très positives avec une note moyenne de 90 % sur Metacritic, ce qui en fait le quatrième jeu sur PC le mieux noté pour l'année 2016. Les critiques mettent en avant la difficulté du jeu, le citant comme un des jeux de réflexion les plus difficiles.